# Youngeun
Seo Youngeun (hangul: 서영은, Uijeongbu, 27 de dezembro de 2004) mais conhecida apenas como Youngeun (hangul: 영은), é uma cantora e dançarina coreana. É integrante do grupo feminino Kep1er, formado em 2021 através do reality show de sobrevivência da Mnet, Girls Planet 999, no qual a artista alcançou o quinto lugar do ranking.

## Biografia
Youngeun nasceu em Uijeongbu, Gyeonggi-do, Coreia do Sul. É a mais nova da família, tendo duas irmãs mais velhas.
Durante a sua infância, praticou danças étnicas coreanas, hip hop, taekwondo, basebol, balé, e  participou em um clube de dança do ventre na escola.
Além disso, Youngeun também pode jogar futebol, basquete, badminton, e fazer snowboard.
Numa entrevista para o Kpop Herald no Youtube, Youngeun revelou que em 2007, quando criança, foi ao Everland Amusement Park com sua família e viu o grupo Epik High se apresentando lá. Um dos membros a escolheu no meio da multidão para subir no palco com eles e sentar em seus ombros. Youngeun acredita que este foi o momento que fez com que ela quisesse se tornar numa idol que compartilha felicidade com os fãs. 

## Carreira

### Pré-estreia
Youngeun tornou-se aluna na ModernK Music Academy no ensino fundamental. 
Mais tarde, passou nas audições das agências iMe KOREA e High Up, juntando-se ao iMe KOREA e tornando-se dançarina para o cantor Lee Sejin e o grupo feminino DreamNote.
Em 2021, Youngeun se juntou à empresa Biscuit Entertainment.

### 2021-atualmente: Girls Planet 999, Kep1er
No dia 7 de julho de 2021, Youngeun foi anunciada como uma das participantes coreanas do novo reality show da Mnet, Girls Planet 999, onde representou sua empresa Biscuit Entertainment. O perfil oficial dela foi liberado no dia 17 de julho.
O programa foi ao ar no dia 6 de agosto e terminou no dia 22 de outubro de 2021. Na final do programa, a cantora ficou em quinto lugar no ranking final, garantindo uma vaga como integrante do Kep1er.
No dia 3 de Janeiro de 2022, Youngeun fez seu debut com o grupo com o lançamento do primeiro extended play First Impact, com o single Wa Da Da.
No dia 7 de março de 2023, Youngeun interrompeu as atividades após o falecimento de seu pai devido a um ataque cardíaco.
No dia 30 de março de 2023, Youngeun lançou sua primeira OTS ao lado das integrantes Chaehyun e Dayeon, com a musica Got You para o programa The Shinbi House.

## Discografia

### OTS
| Título                          | Ano  | Posições máximas nas paradas | Álbum                                                         |
| Título                          | Ano  | KOR                          | Álbum                                                         |
| ------------------------------- | ---- | ---------------------------- | ------------------------------------------------------------- |
| Got You (com Chaehyun e Dayeon) | 2023 | –                            | The Shinbi House 5 OST - Ghostball Zero (Original Soundtrack) |

## Filmografia

### Programas de televisão
| Ano  | Título           | Papel       | Notas                | Ref. |
| ---- | ---------------- | ----------- | -------------------- | ---- |
| 2021 | Girls Planet 999 | Concorrente | Terminou em 5˚ lugar |      |